# Sainte-Anne-de-Sorel
Sainte-Anne-de-Sorel är en kommun i provinsen Québec i Kanada. Den ligger i regionen Montérégie, i den sydöstra delen av landet, 210 km öster om huvudstaden Ottawa. Antalet invånare var 2 731 vid folkräkningen 2021. Landarean är 36 kvadratkilometer.